# Oppenans
Oppenans é uma comuna francesa na região administrativa de Borgonha-Franco-Condado, no departamento de Alto Sona. Estende-se por uma área de 3,57 km². Em 2010 a comuna tinha 52 habitantes (densidade: 14,6 hab./km²).